# Mathilde Panot

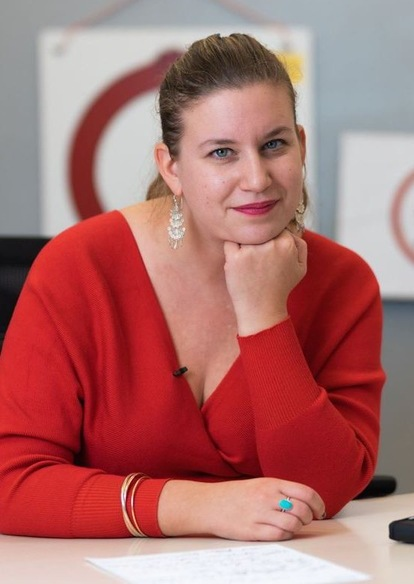
Mathilde Panot

Mathilde Panot (geboren am 15. Januar 1989 in Tours) ist eine französische Politikerin (La France insoumise); sie ist seit Juni 2017 Abgeordnete des 10. Wahlkreises des Départements Val-de-Marne in der Nationalversammlung, ferner ist sie seit 2022 Vorsitzende der Fraktion der LFI.

## Leben und Wirken
Ihre Mutter war Mathematiklehrerin, ihr Vater Ausbilder im Bereich der Agrarwissenschaften. Ihre Kindheit und Jugend verbrachte sie in Saint-Pryvé-Saint-Mesmin, einem Vorort von Orléans. Sie hat einen Master in internationalen Beziehungen vom Institut d’études politiques de Paris ("Sciences Po", Abschlussjahrgang 2013). Während ihres Studiums begann sie, sich im Studierendenverband Union nationale des étudiants de France (UNEF) zu engagieren.
Nachdem sie mit 18 Jahren als Freiwillige bei ATD Vierte Welt gearbeitet hatte war sie bis 2016 Angestellte des Vereins Voisin Malin, wo sie als Teammanagerin arbeitete. Der Verein beschäftigt 11 Referenten, die 12 Stunden pro Monat nach dem Mindestlohn (2015) bezahlt werden, ähnlich dem "Community Organizing", einer in den USA entwickelten Mobilisierungsmethode und hat verschiedene Aufgaben: Informationen über Brustkrebsvorsorge, Begleitung bei der Postbank, Bekämpfung von Bettwanzen usw. Der Verein ist insbesondere im "Problemviertel" La Grande Borne in Grigny aktiv.
2005 nahm sie an der Bewegung gegen den Contrat Première Embauche (Erstanstellungsvertrag, CPE) teil. Als 2012 der Präsidentschaftswahlkampf bevorstand, wurde ihr angeboten, im Büro der Linkspartei Front de gauche an Sciences Po mitzuarbeiten. Sie arbeitete in der Präsidentschaftswahl 2017 für Kampagne von Parteiführer Jean-Luc Mélenchon der Partei La France insoumise (LFI), dabei wirkte Mathilde Panot als Koordinatorin der LFI-Unterstützungsgruppen. Sie war auch die Initiatorin der "Karawanen für gleiche Rechte", deren Ziel es ist, in  Arbeiterviertel zu werben, in denen  die Wahlenthaltungsrate am höchsten ist.

### Tätigkeit als Parlamentsabgeordnete seit 2017
Bei den Parlamentswahlen 2017 wurde sie zur Abgeordneten des zehnten Wahlkreises des Départements Val-de-Marne mit 52,2 % der abgegebenen Stimmen gewählt gegen die Kandidatin von La République en Marche Sheerazed Boulkroun, In der Nationalversammlung war sie Mitglied des Ausschusses für nachhaltige Entwicklung und Raumordnung. Am 12. September 2018, nach dem Eintritt von François de Rugy in die Regierung, kandidierte sie bei den Wahlen für das Amt des Präsidenten der Nationalversammlung gegen Richard Ferrand, der die Wahl gewann.
2018 wurde sie Mitglied der Untersuchungskommission zur Sicherheit und Sicherung von Nuklearanlagen, die unter anderem Schwierigkeiten bei den 160.000 Subunternehmern des Sektors aufdeckte. Im September 2019 legte sie einen Gesetzesvorschlag zum Schutz der betroffenen Arbeiter vor. Am 18. Juni 2019 wurde sie einstimmig zur stellvertretenden Vorsitzenden der Fraktion von La France insoumise in der Nationalversammlung gewählt.
Oktober 2019 während eines Besuchs in Algerien, bei dem sie mit Politikern und Aktivisten, die am Hirak teilnehmen, zusammentraf, wurde Panot in Béjaïa, einem Brennpunkt der Proteste, von der Polizei aufgegriffen. Sie wurde nach Algier zurückgebracht. Am 2. Februar 2021, als sie in der Nationalversammlung sprechen wollte, wurde sie vom Abgeordneten Pierre Henriet als „Marktschreierin“ (poissonnière)  bezeichnet, eine Beschimpfung, die sie als „sexistische Beleidigung“ bezeichnete. Henriet wurde eine Woche später mit einem Ordnungsruf mit Eintrag ins Protokoll bestraft, der zur Folge hatte, dass ihm ein Viertel seiner parlamentarischen Entschädigung für einen Monat entzogen wurde. Sie leitete 2021 eine Untersuchungskommission „bezüglich der Kontrolle der Wasserressourcen durch private Interessen und deren Folgen“ in Guadeloupe, wo ein Viertel der Einwohner keinen täglichen Zugang zu Trinkwasser mehr hatte. Am Dienstag, den 29. Juni, befragte sie die Regierung zu diesem Problem. Am 15. Juli 2021 legte sie den Abschlussbericht des Untersuchungsausschusses vor, der von den Mitgliedern des Ausschusses einstimmig angenommen wurde. Das Online-Medium Blast stellt fest, dass die Kommission „viel Arbeit geleistet hat“, aber „keine wirkliche Antwort auf die Frage gefunden hat, da jeder [der Wasserversorger] die Verantwortung auf den anderen schiebt...“. Einige Monate später, im Dezember 2021, reichte Panot zusammen mit zwei weiteren Abgeordneten Klage wegen „Verletzung des Rechts auf Wasser“ der Guadelouper ein, was den französischen Staat einbeziehen würde, wenn sich die Verletzung als wahr erweisen sollte.

### Die Fraktionsvorsitzende
Am 12. Oktober 2021 trat sie die Nachfolge von Jean-Luc Mélenchon als Vorsitzende der Parlamentsfraktion La France insoumise an und wurde damit zur jüngsten Fraktionsvorsitzenden in der Geschichte der Nationalversammlung. Bei den Parlamentswahlen 2022 gehörte sie zu den 15 Kandidaten, die im ersten Wahlgang mehr als 50 Prozent erreichten, darunter elf von LFI, und erzielte eines der besten landesweiten Ergebnisse ihrer Partei. Im zweiten Wahlgang erhielt sie dann 67 % der Stimmen und wurde damit ins Parlament gewählt. Am 21. Juni 2022 wurde Mathilde Panot einstimmig als Vorsitzende der Fraktion La France insoumise (LFI) in der Nationalversammlung wiedergewählt.  In den vorgezogenen Parlamentswahlen von 2024 wurde Panot in der ersten Runde mit über 59 % wiedergewählt.

## Standpunkte

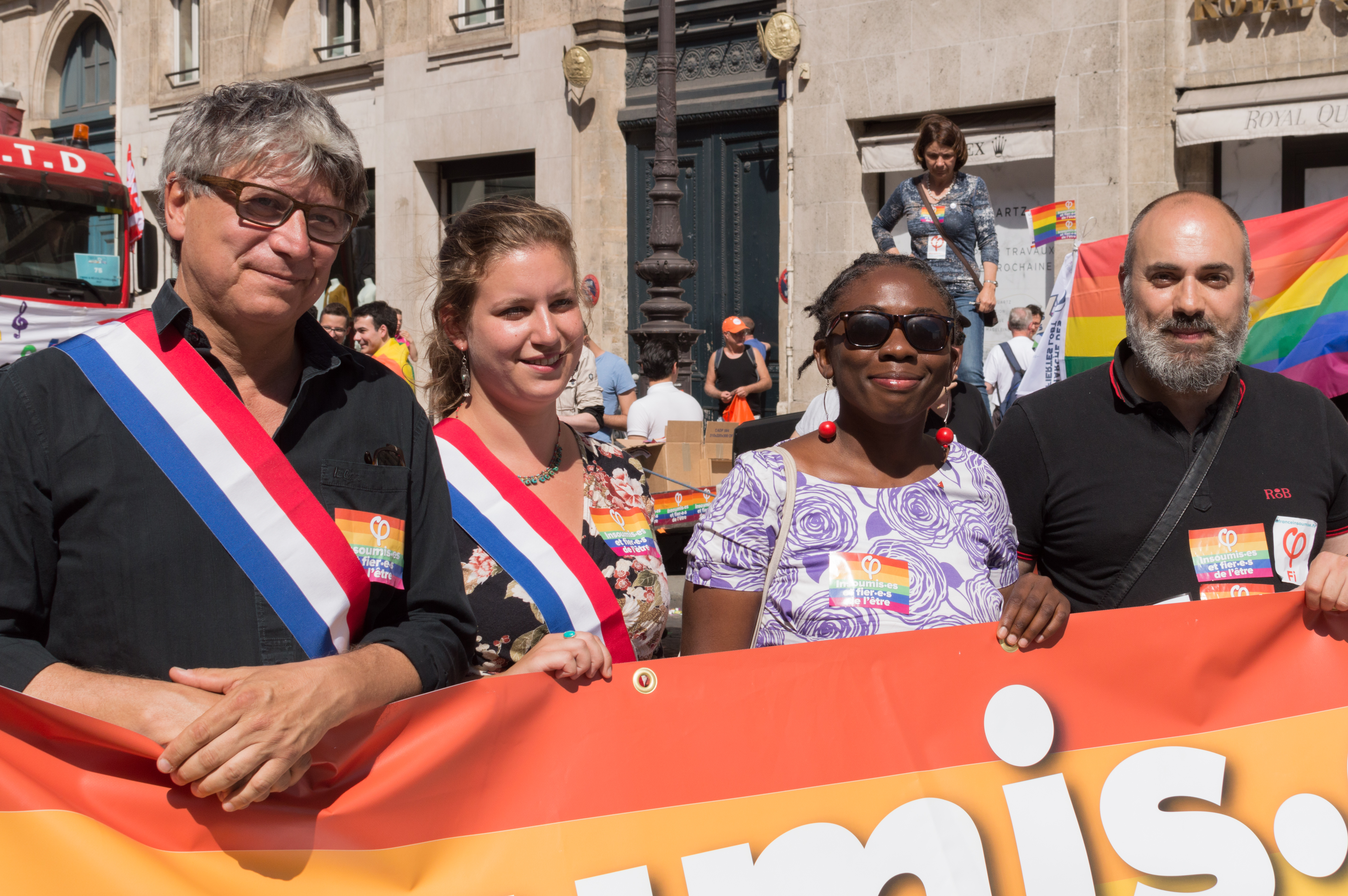
Mathilde Panot (zweite von links) auf dem Marche des fiertés (Pride March) in Paris im Jahr 2017.

Da sie sich für das Thema „Volksökologie“  engagierte, wurde sie 2018 von La France insoumise mit der Leitung der Kampagne "Sortir du nucléaire pour le 100 % renouvelable" (Ausstieg aus der Atomenergie für 100 % erneuerbare Energien) betraut. Sie organisierte auch eine Bürgerabstimmung zum Thema Atomkraft in Frankreich. 314.530 Menschen stimmen zwischen dem 11. und 18. März 2018 ab, online oder in einem der 2.000 Abstimmungsorte. Für den Atomausstieg stimmten 93 %.. Im Anschluss an die Ergebnisse dieser Volksabstimmung legte sie einen mit den Bürgern gemeinsam verfassten Gesetzesvorschlag für den Ausstieg aus der Atomenergie und die Entwicklung erneuerbarer Energien vor.
Am 4. Juni 2019 knebelte sie sich auf der Tribüne der Nationalversammlung mit einem Kopftuch, um gegen die Reform der Geschäftsordnung der Nationalversammlung zu protestieren, die die Redezeit und das Antragsrecht von Minderheitsfraktionen einschränkt. Im September 2019 startete sie mit Gaspard D'Allens, Journalist bei Reporterre, eine „bürgerliche Untersuchungskommission für eine alternative Waldbewirtschaftung“, an der Parlamentarier, Forstgewerkschafter und Mitglieder von Waldschutzverbänden beteiligt waren. Am 22. Juli 2020 wurde ein Gesetzesvorschlag eingereicht, der Kahlschläge von mehr als 2 Hektar verbietet und von Abgeordneten der Fraktionen Écologie Démocratie Solidarité, Communiste, Agir ensemble und Liberté et Territoires mitunterzeichnet wurde. Laut einer Studie der Vereinigung Agir pour l'environnement, die von mehreren Medien aufgegriffen wurde, im L'Express jedoch kritisiert wurde, gilt sie aufgrund ihrer Aktivitäten – zusammen mit Delphine Batho – als die am stärksten engagierte Abgeordnete in der XV. Wahlperiode im Bereich der Erhaltung des Planeten und der Bekämpfung des Klimawandels.

### Presseartikel
- Pauline Graulle: Mathilde Panot, la voix des invisibles. In: Politis. 21. Juni 2017 (französisch, politis.fr).
- Audrey Cerdan: Mes colocs m'appellent "madame la députée"… → Premiers pas de deux élues à l'Assemblée. In: L’Obs. 27. Juni 2017 (französisch, nouvelobs.com).
- "On licencie une caissière à Auchan mais on relaxe Mme Lagarde". La colère d'une députée de la France insoumise. In: BFMTV. 1. August 2017, abgerufen am 2. August 2017 (französisch).
- Aurélien Soucheyre: Code du travail. Feu vert pour les ordonnances à l’Assemblée. In: L'Humanité. 2. August 2017 (französisch, humanite.fr [abgerufen am 1. Januar 2018]).
- Marion Moret: Réforme du code du travail par ordonnances : l'Assemblée nationale vote "pour". In: Les Affiches parisiennes. 8. August 2017 (französisch, affiches-parisiennes.com [abgerufen am 1. Januar 2018]).
- Quentin Laurent: Leurs premiers pas à l'Assemblée : Mathilde Panot, insoumise et fière de l'être ! In: Le Parisien, édition du Val-de-Marne. 31. Dezember 2017 (französisch, leparisien.fr [abgerufen am 1. Januar 2018]).